# Bisai-lijn
De Bisai-lijn  (名鉄尾西線, Meitetsu Bisai-sen) is een spoorlijn tussen de steden Yatomi en Ichinomiya in Japan. De lijn maakt deel uit van het netwerk van het particuliere spoorbedrijf Meitetsu in de prefectuur Aichi.

## Geschiedenis
In 1898 opende de Bisai Railway het gedeelte van Yatomi naar Tsushima en werd de lijn verlengd tot Ichinomiya in 1900. In 1914 werd de lijn verlengd naar Tamanoi en Kisogawa-Bashi (nu gesloten) en in 1918 werd er een goederen zijtak geopend.
Het gedeelte tussen Kiso-Minato en Morikami werd in 1922 geëlektrificeerd met 600 V gelijkstroom en werd in 1923 verlengd tot Yatomi. Het bedrijf fuseerde in 1925 met Meitetsu.
In 1948 werd de stroom tussen Yatomi to Tsushima verhoogd naar 1500 V gelijkstroom en in 1952 werd op de gehele lijn de stroom verhoogd. In 1959 werd het gedeelte van Kiso-Minato naar Tamanoi gesloten en tussen 1967 en 1974 werd het gedeelte tussen Tsushima en Morikami verdubbeld.

## Treindiensten
Alleen stoptreinen rijden over het gehele traject, andere treinen rijden via de Tsushima-lijn verder.
- Tokkyū (特急, intercity)
- Kyūkō (急行, sneltrein)
- Junkyū (準急, sneltrein)
- Futsu (普通, stoptrein) stopt op elk station.

## Stations
| Station             | Japans   | Verbindingen                                                            | Wijk       | Stad       | Prefectuur |
| ------------------- | -------- | ----------------------------------------------------------------------- | ---------- | ---------- | ---------- |
| Yatomi              | 弥富     | JR Central: Kansai-lijn Kintetsu: Nagoya-lijn (station Kintetsu Yatomi) | Yatomi     | Yatomi     | Aichi      |
| Gonosan             | 五ノ三   |                                                                         | Yatomi     | Yatomi     | Aichi      |
| Saya                | 佐屋     |                                                                         | Aisai      | Aisai      | Aichi      |
| Hibino              | 日比野   |                                                                         | Aisai      | Aisai      | Aichi      |
| Tsushima            | 津島     | Meitetsu: Tsushima-lijn                                                 | Tsushima   | Tsushima   | Aichi      |
| Machikata           | 町方     |                                                                         | Aisai      | Aisai      | Aichi      |
| Rokuwa              | 六輪     |                                                                         | Inazawa    | Inazawa    | Aichi      |
| Fuchidaka           | 渕高     |                                                                         | Aisai      | Aisai      | Aichi      |
| Marubuchi           | 丸渕     |                                                                         | Inazawa    | Inazawa    | Aichi      |
| Kami-Marubuchi      | 上丸渕   |                                                                         | Inazawa    | Inazawa    | Aichi      |
| Morikami            | 森上     |                                                                         | Inazawa    | Inazawa    | Aichi      |
| Yamazaki            | 山崎     |                                                                         | Inazawa    | Inazawa    | Aichi      |
| Tamano              | 玉野     |                                                                         | Ichinomiya | Ichinomiya | Aichi      |
| Hagiwara            | 萩原     |                                                                         | Ichinomiya | Ichinomiya | Aichi      |
| Futago              | 二子     |                                                                         | Ichinomiya | Ichinomiya | Aichi      |
| Kariyasuka          | 苅安賀   |                                                                         | Ichinomiya | Ichinomiya | Aichi      |
| Kannonji            | 観音寺   |                                                                         | Ichinomiya | Ichinomiya | Aichi      |
| Meitetsu Ichinomiya | 名鉄一宮 | Meitetsu: Nagoya-lijn                                                   | Ichinomiya | Ichinomiya | Aichi      |
| Nishi-Ichinomiya    | 西一宮   |                                                                         | Ichinomiya | Ichinomiya | Aichi      |
| Kaimei              | 開明     |                                                                         | Ichinomiya | Ichinomiya | Aichi      |
| Okuchō              | 奥町     |                                                                         | Ichinomiya | Ichinomiya | Aichi      |
| Tamanoi             | 玉ノ井   |                                                                         | Ichinomiya | Ichinomiya | Aichi      |